# Велика синагога (Володава)
Велика синагога — пам'ятка юдейської сакральної архітектури 18 століття, що знаходиться на вулиці Червоного Хреста 7 у Володаві на Підляшші.

## Історія
Синагога збудована у 1764-1774 роках за проектом Паоло Фонтана, на місці старої дерев'яної синагоги. Частину фундушу на її будівництво призначила родина Чорторийських. У другій половині 19 століття над вестибюлем синагоги добудований другий ярус і два наріжних алькови. 
Під час Першої світової війни синагога і її інтер'єр були повністю знищені вогнем. Після війни здійснено ремонт синагоги, реконструйовано інтер'єр. Після 1920 року усю столярку інтер'єру перероблено. У 1936 році встановлено новий Арон Га-кодеш.   
В часі Другої світової війни синагогу зачинено, а будівлю пристосовано під військовий склад. Як склад вона використовувалася вже після війни, до 1970 року. В 1980-х роках проведено реставрацію і консервацію пам'ятки.

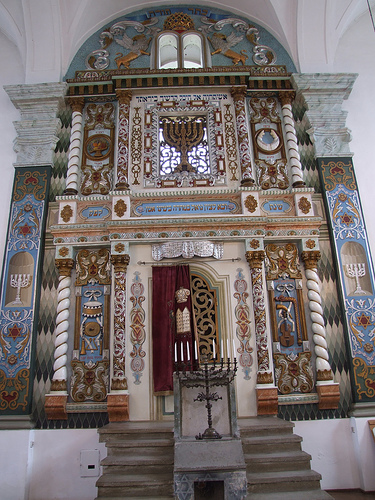
Арон Га-кодеш

Від 1983 року у будівлі синагоги розташовується Музей Ленчицько-Володавського поозерря, зі сталою експозицією присвяченою історії польських і володавських гебреїв. Серед найцікавіших експонатів можна зауважити: сувої Тори, римонім, яди, мезузи, корони на Тору, ханукії, тфіліни, таліти, бальзамінки або шофари з 19 століття. Частину експонатів подарував до музею Якуб Фрідман з Сіднею.
На горі, у колишньому хедері і водночас помешканні вчителя розгорнена експозиція «В кімнаті меламеда», де зосереджено предмети щоденного вжитку і релігійні книги. Також там можна оглянути піч, т. зв. козу.

## Архітектура

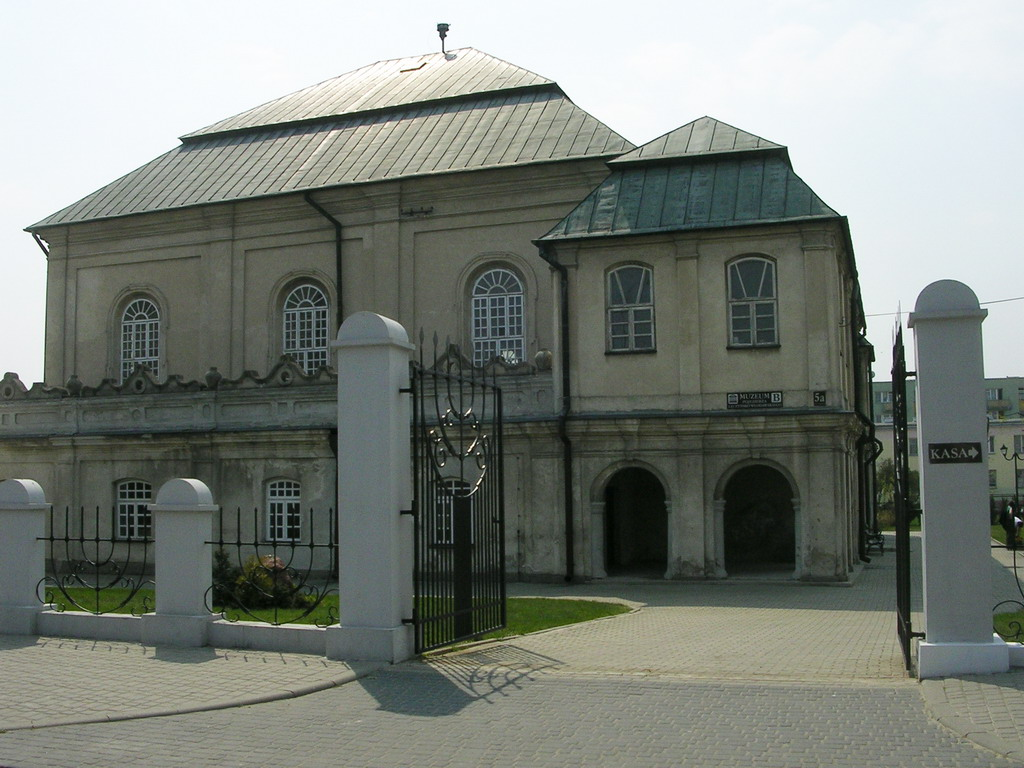
Вигляд

Мурована в пізньобароковому стилі з цегли, на вапняному розчині, потинькована. В проєкції має форму прямокутника 26×30,6 м, кубатура становить 8500 м³. До головного об'єму будівлі, накритого ламаним дахом, прилягають дві партерні прибудовки розмірами 19,6×5,6 метрів, вивершені гребенеподібним аттиком, що первісно призначалися під бабинці. Аттик складається з чотирьох однакових сегментів розчленованих імпостами з вазонами по осях пілястр, в основі оздоблені прямокутними панелями.
Від сторони фасаду, на обидві сторони будівлі, знаходяться два окремих, добудованих в другій половині 19 століття, поверхових алькови в проєкції квадрату 5,9×5,7 м, на підмурівку, що підтримуються аркадами і накриті окремим дахом. Підпружні арки спираються на допасовані до стовпів аркад тосканські півколони. Другий ярус альковів є двовісний, розчленований пілястрами і увінчаний карнизом. Фасад головної зали від сходу ідентичний до фасаду від півночі і півдня. Усі наріжжя будівлі заокруглені. Центральна частина має пивниці (розміри: 6×5,25×2,35 м). В часи функціонування релігійної громади використовувалися під генізу.

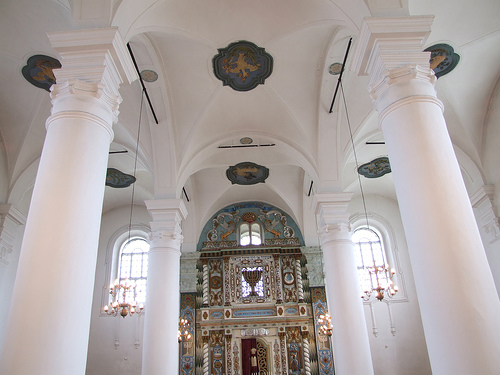
Склепіння головної зали

До будівлі провадять сучасні двостворчаті двері. В інтер'єрі, з західної сторони, знаходиться широкий вестибюль, над яким знаходиться черговий бабинець. Партер вестибюля п'ятивісевий. Другий ярус над вестибюлем є тривісевим. Головна молитовна зала (розміри: 16,5×18,3 м; висота: 10,5 м) нижча на 10 см від долівки вестибюля. Перекрита опертим на чотири іонічні колони дев'ятипільним еліптично-хрестовим склепінням з люнетами. На стиках полів склепіння знаходяться чотирилистні розети у профільованих стуккових обрамленнях, що походять з 18 століття і оздоблені символами свята Суккот, рослинами, символами орла, оленя і лелеки в боротьбі.  
Колони стоять на високих цоколях, їхні бази складаються з двох валиків і двох викружок, а нижче стилізованої іонічної капітелі з вісьмома волютами розміщується астрагал. Над капітелями колон — тричленні імпости. Між колонами колись знаходилася біма на два входи в оточенні балюстради. У 2004 році виконано реконструкцію біми на підставі передвоєнних світлин, поза тим вона не є постійною складовою інтер'єру. Віконні прорізи обрамляють рельєфні мотузки з китичними закінченнями. 
Відкоси дверного прорізу з вестибюля і вікна чоловічої зали виконані діагонально. Головна зала поєднана з бабинцями малими переходами. Дощана підлога вже сучасна.

## Мережеві лінки
- Велика синагога у Володаві [Архівовано 4 листопада 2011 у Wayback Machine.] (пол.)

1. ↑  Реєстр пам'яток — 2022.